# RK Metalurg Skoplje
RK Metalurg je makedonski rukometni klub iz Skoplja. Natječe se u Superligi Makedonije, regionalnoj SEHA ligi i rukometnoj Ligi prvaka. Vlasnik kluba je Mincho Jordanov, dok je trener Aleksandar Jović.
Klub je osnovan 1971. godine. Do sada, bio je prvak države šest puta, dok je nacionalni kup osvajao pet puta. Dvostruku krunu osvajao je dva puta. Najbolji rezultat u SEHA ligi je doprvak u sezoni 2011/12., dok im je u Ligi prvaka najbolji rezultat četvrtfinale u sezonama 2012./13. i 2013./14.

## Uspjesi
- Makedonska Superliga
  -  (6): 2005./06., 2007./08., 2009./10., 2010./11., 2011./12., 2013./14.

- Nacionalni kup
  -  (5): 2006, 2009, 2010, 2011, 2013
- Super kup Makedonije
  -  (2)

- SEHA Liga
  -  (1): 2011./12.

## Aktualna sezona 2018./19.

### Rezultati
U prethodno završenoj SEHA ligi 2017./18. RK Metalurg ostvario je sedmu poziciju čime nisu ostvarili mogućnost igranja završnog turnira u Skoplju.

### Sastav
U sezoni 2017./2018. za momčad RK Metalurg Skopje nastupa 16 igrača, a svi su iz Makedonije osim jednog igrača koji je iz Slovenije.
| Vratar - 10 Daniel Dupachean - 12 Martin Tomovski - 31 Antonio Peshevski Lijevo krilo - 6 Bojan Madzovski - 17 Tadej Matijašič - 71 Davor Palevski Desno krilo - 8 Nikola Kosteski - 22 Tomislav Jagirinovski Pivot - 3 Kostadin Petrov - 44 Žarko Peshevski - 99 Filip Arsenovski | Lijevi vanjski - 18 Filip Kuzmanovski - 24 Marko Neloski - 28 Philip Taleski Srednji vanjski - 25 Goran Krstevski Desni vanjski - 30 Martin Velkovski |

## Vanjske poveznice
- Službena stranica RK Metalurg (engleski)  Arhivirana inačica izvorne stranice od 31. ožujka 2018. (Wayback Machine)
- Službena stranica RK Metalurg (makedonski)  Arhivirana inačica izvorne stranice od 24. travnja 2018. (Wayback Machine)